# Дедић
Дедић је презиме словенског порекла, које је уобичајено презиме у већини јужнословенских народа, али се налази и у Сједињеним Државама, Аустрија, Немачка и Швајцарска. Први запис о презимену Дедић датира из 1569. године, где је забележено у „Књизи крштених града Раба“, па спада у групу најстаријих презимена града Раба у Хрватској. Значење презимена је наследник, војвода или племенски вођа.
Особе са презименом Дедић:
- Амар Дедић (2002), босански фудбалер
- Амира Медуњанин, рођена Дедић (1972), босанска певачица
- Арсен Дедић (1938-2015), хрватски кантаутор

- Матија Дедић (1973) хрватски музичар
- Милутин Дедић (1935-2021) српски академски сликар

- Славко Дедић (1979), црногорски шахиста